# Gertrud Löw

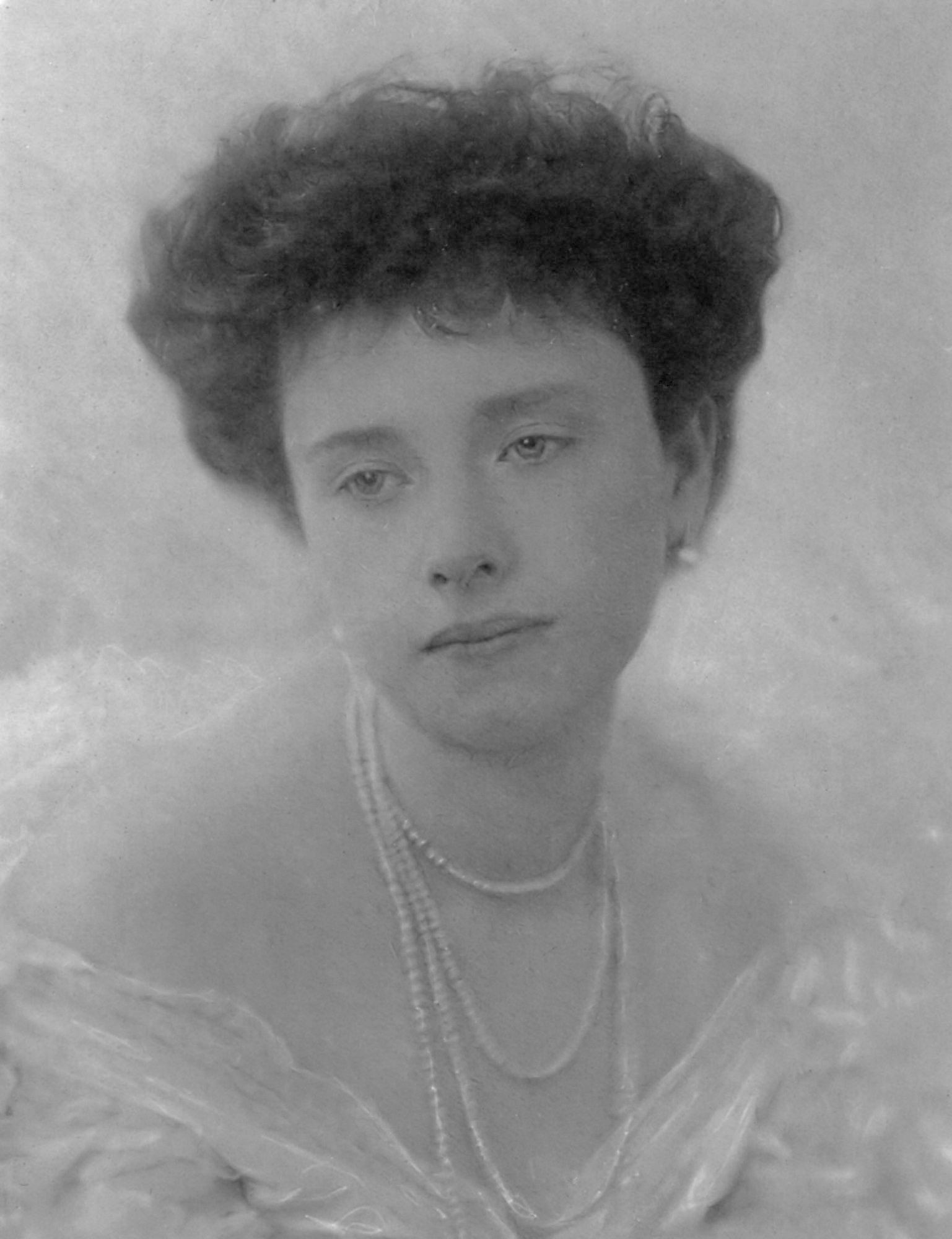
Gertrud Löw, um 1902

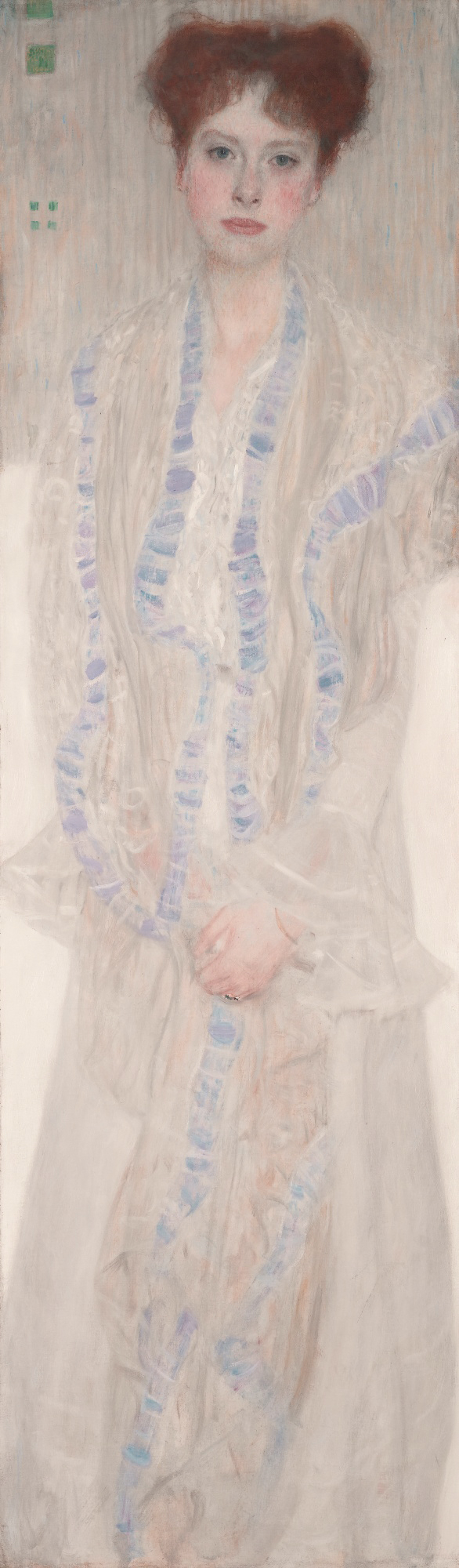
Gustav Klimt: Gertha Löw, 1902

Gertrud Franziska Sophie Löw oder Loew (geb. 16. November 1883 in Wien; gest. März 1964, Santa Clara County, Kalifornien), auch mit dem Vornamen Gert(h)a und dem Namen ihres zweiten Ehemanns, Felsöványi, zitiert, wurde 1902 von Gustav Klimt im Auftrag ihres Vaters Anton Löw gemalt.

## Leben
Der Mediziner Anton Löw (1847–1907) führte um die 1880er Jahre eine Wasserheilanstalt in Purkersdorf, einem Vorort Wiens, auf dem Gelände, auf dem später das in die Architekturgeschichte eingegangene Sanatorium Purkersdorf entstand. Er war mit Sophie Franziska Unger († 1933, 79-jährig) verheiratet.
1902, als Klimt seine Tochter malte, war Löw in Lehmann's allgemeinem Wohnungs-Anzeiger für Wien als Besitzer preußischer, russischer, dänischer, serbischer, rumänischer und japanischer Auszeichnungen eingetragen. Er wohnte damals mit seiner Familie im 9. Wiener Gemeindebezirk in der zwischen Alser Straße und Allgemeinem Krankenhaus der Stadt Wien verlaufenden Pelikangasse auf Nr. 7. Um die Ecke, in der die Pelikangasse querenden Mariannengasse, betrieb Löw auf Nr. 20 seit 1882 das Wiener Sanatorium Dr. Anton Loew, Basis des Wohlstands seiner Familie. Im Sanatorium starben später Josef Kainz, Gustav Mahler, Victor Adler und Alexander Girardi. Das Sanatorium war von Gertas Großvater Heinrich Löw 1859 gegründet und 1882 an die Mariannengasse verlegt worden. Nach ihres Vaters Tod wurde Gerta Eisler von Terramare geb. Löw Hauptgesellschafterin des Unternehmens. 1938 musste das Sanatorium nach der Machtübernahme durch das NS-Regime geschlossen werden.
Gerta war in erster Ehe von 1903 an mit Johann (Hans) Arthur Eisler von Terramare (1878–1938) verheiratet, der mit seinem Bruder in Wien eine Konservenfabrik betrieb und in Wien 1., Schottengasse 10, wohnte. Beider Tochter Gertrude (geb. 1903) starb zweijährig. Für Gertas und Hans’ gemeinsamen Haushalt schuf Kolo Moser eine Wohnungseinrichtung, über die Berta Zuckerkandl, ohne die Auftraggeber namentlich anzuführen, 1904 ausführlich berichtete. (Die Auftraggeber wurden erstmals 2007 bei einer Kolo-Moser-Ausstellung im Leopold Museum Wien genannt.) Wie Olga Kronsteiner 2015 zusammenfasste, befindet sich ein Schiebetisch heute im MAK in Wien, ein Schlafzimmerkasten im Leopold Museum, anderes in Privatbesitz.
1911 schien Gerta Eisler von Terramare in Lehmann's allgemeinem Wohnungs-Anzeiger für Wien wieder in der Wohnung ihrer Kindheit an der Pelikangasse auf; auch 1919 war sie noch mit dem Familiennamen ihrer ersten Ehe dort eingetragen.
In zweiter Ehe war Gerta Löw von 1912 an mit Elemér Felsöványi de Felsö-Vány (1882–1923, in den USA: Felsovanyi) verheiratet, der zwei Kinder in seine zweite Ehe mitbrachte, und hatte mit ihm eine Tochter und zwei Söhne, darunter ihren Erben Anthony Stephen Felsöványi oder Felsovanyi (Wien 1914–2013 Palo Alto, Santa Clara, Kalifornien). Elemér war von Februar 1913 an bei Gerta in der Pelikangasse gemeldet. 1923 starb er. Gerta wohnte noch 1938 dort und war in der Lehmann-Ausgabe 1939 nicht mehr verzeichnet. Sophie Lillie nannte als Gertas Wohnadresse unmittelbar vor der erzwungenen Abreise Wien 1., Freyung 6 (Schottenstift).
Zwei von Gertrud Felsöványi 1938 bei der Wiener Kunstgalerie Wolfrum in Verwahrung gegebene Waldmüller-Porträts, darstellend Magdalena und Johann Werner, wurden von der Galerie kurz nach der Flucht der Eigentümerin 1939 an die heutige Österreichische Galerie Belvedere verkauft; die Rückgabe wurde 1952 und 2001 abgelehnt.

## Klimt
Gertrud Felsöványis Porträt und fünf Klimt-Zeichnungen, die die Felsöványi-Erben – allerdings nicht gratis! – zurückerhalten sollen, waren laut mündlichen Angaben ihres Sohnes Anthony bis zu ihrer Emigration 1939 in ihrem Besitz. (Im Unterschied zu den im Herbst 1938 ausgereisten Töchtern der von Klimt porträtierten Hermine Gallia konnte sie ihr Klimtporträt nicht als Umzugsgut deklarieren und mitnehmen.) Später gelangten diese Kunstwerke ohne ihre Zustimmung an den Klimt-Sohn Gustav Ucicky, der sie seiner Witwe Ursula hinterließ. Bemühungen von Anthony Felsöványi, das Porträt seiner Mutter zurückzuerhalten, blieben erfolglos.
2013 brachte Ursula Ucicky das Gemälde und einige andere Werke Klimts in eine von ihr neu gegründete Klimt-Stiftung ein; zum Porträt Gertrud Löws wurde nach Angaben der Stiftung Provenienzforschung in Auftrag gegeben. Diese wurde im April 2014 abgeschlossen, das Forschungsergebnis an ein Gremium unter dem Vorsitz von Clemens Jabloner weitergeleitet. Im September 2014 teilte die Stiftung mit, die beauftragten Experten hätten festgestellt, dass das Gemälde an Familie Felsöványi zurückzuerstatten wäre, wenn es sich im Staatsbesitz befände.
Die Stiftung erklärte dazu, mit den Felsöványi-Erben eine gerechte und faire Lösung anzustreben. Wir werden versuchen, das Bild für Österreich zu erhalten (Stiftungsvorstand Peter Weinhäupl). Man habe das Geld für eine finanzielle Lösung.
Das Bild wurde am 24. Juni 2015 bei Sotheby in London um 22 Millionen Pfund (etwa 34,7 Millionen Euro) versteigert; der Erlös, netto etwa 31 Millionen Euro, soll zwischen Ucickys Stiftung und den Felsöványi-Erben 1 : 1 aufgeteilt werden. Über den Privatsammler, der den Erwerb des Bildes durch eine Saalbieterin veranlasste, wurden keine Informationen bekannt. Für die fünf Zeichnungen, die die Familie zurückerhalten soll, verlangt Ucickys Stiftung dem Vernehmen nach Geld.